# デイヴィッド・グレン・アイズレー
デイヴィッド・グレン・アイズレー（David Glen Eisley、1952年9月5日 - ）は、アメリカのミュージシャン、歌手、ソングライター、俳優。

## 略歴

### 生い立ち
アイズレーは、俳優のアンソニー・アイズレーとジュディス・タブス・アイズレーの息子としてカリフォルニア州ロサンゼルスで生まれた。高校時代にはアイアン・バタフライのカバー・バンドであるマンモス（Mammoth）でドラムを演奏していた。音楽に落ち着く前の時期、アイズレーは野球に多くの時間を費やした。最終的にはサンフランシスコ・ジャイアンツのダブルAにまで到達し、試合とクラブ・ギグの間を行き来していた。

### 音楽キャリア
AORバンドのソーサリー（1980年–1983年）、ジェフリア（1983年–1988年）、ダーティ・ホワイト・ボーイ（1988年–1991年）、クレイグ・ゴールディズ・リチュアル（一緒に1991年のアルバム『ヒドゥン・イン・プレイン・サイト』をリリース）、ストリーム（1998年）のリード・シンガーを務めたことで最もよく知られている。彼の最大の成功は、ジェフリアでのヒット・シングル「コール・トゥ・ザ・ハート」が1985年初頭にBillboard Hot 100で15位に達したときに訪れた。アイズレーは『ビバリーヒルズ高校白書』『7th Heaven』といったテレビ番組や、映画『アクション・ジャクソン/大都会最前線』、またさまざまなコマーシャルにも出演している。
1997年、アイズレーはアリスタ・レコードを通じてボブ・キューリックとロック・バラード「Sweet Victory」を共同で作曲。翌年、APMミュージックによるブルトン・ミュージック・ライブラリーのアルバム『American Games』でこの曲をリリースした。キューリックとは以前、1996年にセルフタイトルのアルバムをリリースした短命バンドのマーダーズ・ロウ（Murderer's Row）で一緒に仕事していた。
5年後の2001年、この曲は『スポンジ・ボブ』のエピソード「Band Geeks」で紹介された。その年のデイトナ500で使用された後、2019年2月のホット・ロック・ソング・チャートで23位に達し、前年に亡くなった『スポンジ・ボブ』の作者であるステファン・ヒーレンバーグを称えた。5年後の第58回スーパーボウルにおけるプレゲーム・ショーの番組『NFL on Nickelodeon』で、曲のより長いアニメーション・プレゼンテーションも紹介された。

### 後年
彼は、1999年の『War Dogs』、2000年の『ストレンジャー・フロム・ザ・パスト』、2003年の未発表曲を集めたコンピレーション・アルバム『The Lost Tapes』、そして2019年の『Tattered Torn & Worn...』という4枚のソロ・アルバムをリリースした。
2017年、アイズレーは、ボブ・キューリックのアルバム『Skeletons in the Closet』収録の3曲でリード・ボーカリストとしてフィーチャーされた。2017年12月1日、『ブラッド、ガッツ・アンド・ゲームズ』というタイトルのアルバムをアイズレー・ゴールディ名義で、クレイグ・ゴールディと共にリリースした。

## 私生活
アイズレーは女優のオリヴィア・ハッセーと結婚しており、一人娘のインディア・アイズリーが生まれている。俳優でスタントマンのジョナサン・エリクソン・アイズレーは彼の弟である。

## ディスコグラフィ

### アルバム
- War Dogs (1999年)
- 『ストレンジャー・フロム・ザ・パスト』 - Stranger from the Past (2000年)
- The Lost Tapes (2003年)
- 『ブラッド、ガッツ・アンド・ゲームズ』 - Blood, Guts And Games (2017年) ※アイズレー・ゴールディ名義
- Tattered Torn & Worn... (2019年)

### シングル
- "Sweet Victory" (feat. ボブ・キューリック)
- "Little Guitars"
- "Don't Run Away"
- "Shot Down In Love"
- "Boot Hill Blues"
- "Pleasure Palace"
- "Golden Town"
- "Don't Turn Away from Love"